# Orador de Vairas
Orador de Vairas (en francès Oradour-sur-Vayres) és un municipi francès situat al departament de l'Alta Viena i a la regió de la Nova Aquitània.

## Demografia
| 1962                                       | 1968  | 1975  | 1982  | 1990  | 1999  | 2007  |
| ------------------------------------------ | ----- | ----- | ----- | ----- | ----- | ----- |
| 1.870                                      | 2.086 | 1.947 | 1.841 | 1.811 | 1.636 | 1.526 |
| Des de 1962: població sense dobles comptes |       |       |       |       |       |       |

## Administració
| Període   | Identitat       | Partit |
| --------- | --------------- | ------ |
| 1945-1971 | Pierre Chambord |        |
| 1971-1989 | Robert Morange  |        |
| 1989-2008 | Jean Caperan    |        |
| 2008-     | Guy Ratinaud    |        |